# Seznam osebnih imen na N
Seznam osebnih imen, ki se pričnejo s črko N.

## Seznam

### Na
- Nace
- Nada
- Nadežda
- Nadia
- Nadica
- Nadija
- Nadin
- Nadina
- Nadja
- Nal
- Nana
- Nande
- Narcis
- Narcisa
- Nasta
- Nastja
- Natali
- Natalia
- Natalija
- Natalie
- Nataša
- Natka

### Ne
- Nebojša
- Neda
- Nedeljka
- Nedeljko
- Nedjo
- Nedo
- Neja
- Nejc
- Nejka
- Nela
- Neli
- Nena
- Nenad
- Neo
- Nerina
- Nerino
- Nermin
- Nermina
- Neva
- Neven
- Nevena
- Nevenka
- Nevenko
- Nevia
- Nevica
- Nevij
- Nevija
- Nevijo
- Nevio
- Neža
- Nežica
- Nežika
- Nežka

### Ni
- Nicholas
- Nicole
- Nik
- Nika
- Nike
- Niki
- Nikica (moško ime)
- Nikica (žensko ime)
- Nikita
- Niko
- Nikola
- Nikolaj
- Nikolaja
- Nikolas
- Nikolina
- Nina
- Nino
- Nivea
- Nives

### No
- Norbert
- Norma
- Novak
- Novica
- Novka

### Nu
- Nuša
- Nuška